# Котлоу, Августа
Августа Котлоу (англ. Augusta Cottlow; 2 апреля 1878, Шелбивилл, Иллинойс — 11 апреля 1954, Уайт-Плейнс, Нью-Йорк) — американская пианистка.
Дочь иммигрантов-немцев. Начала заниматься музыкой с трёх лет у своей матери, музыкантши-любительницы. В 10-летнем возрасте впервые выступила в Чикаго, в 13 лет исполнила Четвёртый концерт Бетховена. Училась у Карла Вольфсона, затем в 1896—1898 гг. в Берлине у Ферруччо Бузони (впоследствии опубликовала две мемуарные заметки о нём); Бузони посвятил Котлоу ре-бемольный этюд, тема которого в дальнейшем была использована им в своём фортепианном концерте.
Джеймс Ханекер, называя Котлоу «грациозным видением с причёской Клео де Мерод», отмечал в 1918 г. в Нью-Йорк Таймс, что она принадлежит к немногим исполнителям-вундеркиндам, оправдавшим в зрелости возлагавшиеся на них надежды, и характеризовал её манеру исполнения как «столь же ясную, как мастерски выточенная японская статуэтка из слоновой кости».
Президент США Гарри Трумэн, бывший любителем музыки, называл Котлоу в числе исполнителей, чьё творчество произвело на него большое впечатление.